# Предатор: Плен
Предатор: Плен (енгл. Prey) амерички је научнофантастични и акциони филм из 2022. године по франшизи Предатор. Пети део и преднаставак прва четири филма, смештен је у 1719. годину а одвија се у северном делу Велике равнице у Северној Америци. Режију потписује Ден Трахтенберг, а сценарио Патрик Ајсон. Главне улоге тумаче: Амбер Мидтандер, Дакота Биверс, Дане Дилијегро, Мишел Траш, Сторми Кип, Џулијан Блек Антелопе и Бенет Тејлор. Прича се врти око Нару, веште ратнице команчија, која настоји да се докаже као ловкиња. Она открива да мора да заштити свој народ од опаког, хуманоидног ванземаљца који лови људе ради спорта, као и од француских трговаца крзном који истребљују бизоне на које се племе ослања да би преживели.
Премијерно је приказан 21. јула 2022. године на фестивалу San Diego Comic-Con, док је 5. августа додат на Hulu и Disney+. Добио је позитивне рецензије критичара, уз похвале за акционе сцене, глуму Мидтандерове, фотографију, режију и поделу улога, а многи су га назвали најбољим филмом о предатору од првог дела.

## Премиса
Нару, вешта ратница племена команчи, бори се како би заштитила свој народ од једне од првих високо еволуираних група предатора који су слетели на Земљу.

## Улоге
| Глумац                | Улога           |
| --------------------- | --------------- |
| Амбер Мидтандер       | Нару            |
| Дакота Биверс         | Табе            |
| Дане Дилијегро        | предатор        |
| Мишел Траш            | Арука           |
| Џулијан Блек Антелопе | Кехету          |
| Коко                  | Сари            |
| Сторми Кип            | Васапе          |
| Мајк Патерсон         | Дуга Брада      |
| Бенет Тејлор          | Рафаел Адолини  |
| Нелсон Лис            | Обријани Бркови |
| Трој Мандл            | Дурбин          |